# Bürgerinitiative Umweltschutz Hannover

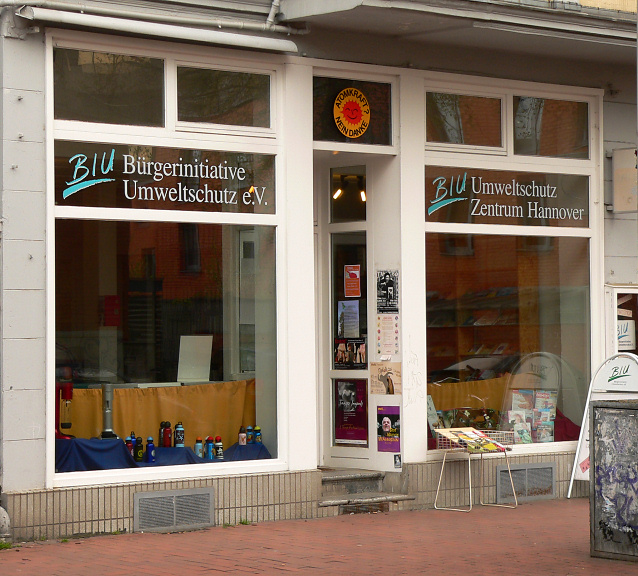
Geschäftsstelle der BIU in Linden-Mitte

Die Bürgerinitiative Umweltschutz Hannover e.V. (BIU) wurde im April 1971 gegründet und engagiert sich seitdem in der Kommunalpolitik, im Umweltschutz und Verkehrsbereich. Die BIU eröffnete im Oktober 1971 in seiner Geschäftsstelle das erste Umweltschutzzentrum Deutschlands. Die BIU ist Mitglied im Bundesverband Bürgerinitiativen Umweltschutz (BBU) und Landesverband Bürgerinitiativen Umweltschutz Niedersachsen (LBU).

## Aktivitäten
Die Bürgerinitiative ist Herausgeber und Verleger zahlreicher Schriften zum Umweltschutz
und unterhält selbst eine Bibliothek zum Thema Umwelt mit 5500 Bänden und 30 laufenden Zeitschriften. Sie organisiert Veranstaltungen zum Thema Umwelt in der Region und nimmt Stellung zu aktuellen Themen.
Als Mitglied verschiedener Beiräte und Arbeitskreise öffentlicher Organisationen in der Region Hannover vertritt sie Umweltschutzinteressen (u. a. ÖPNV-Rat der Region Hannover und proKlima).
Darüber hinaus werden Schulprojekte zur verstärkten Nutzung von Recyclingpapier durchgeführt, zur Energieeinsparung im Privathaushalt und zum Thema Ökostrom informiert. Die BIU kooperiert mit der Naturstrom AG.

## Schriften
- Schriftenreihe Beiträge zur Umweltpolitik und Umweltplanung. Herausgeber: Bürgerinitiative Umweltschutz e.V., Hannover (ZDB-ID 188392-6) (DNB)
  - Otto, Konrad: Umweltadvokat ; ein Beitrag zur Institutionalisierung des kommunalen Umweltschutzes. Beiträge zur Umweltpolitik und Umweltplanung 1, Bürgerinitiative Umweltschutz e.V.; Hannover 1975
  - Stadtentwicklung : Stellungnahme der Bürgerinitiative Umweltschutz zum Stadtentwicklungsprogramm Hannover 1974 - 1985. Beiträge zur Umweltpolitik und Umweltplanung 2, Bürgerinitiative Umweltschutz, Hannover 1974
  - Nitz, Martin: Stadtwald ; Kritik an d. Bewertung d. Erholungsfunktion von Wäldern am Beisp. Hannover. Beiträge zur Umweltpolitik und Umweltplanung 3, Bürgerinitiative Umweltschutz, 1975
  - Bernd Blanke, Dietmar Drangmeister: ÖNV statt Strassenbau: ein integriertes Verkehrskonzept für den Nordwesten Hannovers. Beiträge zur Umweltpolitik und Umweltplanung 9, Bürgerinitiative Umweltschutz e.V., Hannover 1986, ISBN 3-922883-14-1
  - Kertess und kein Ende. Eine Dokumentation (= Beiträge zur Umweltpolitik und Umweltplanung, Bd. 10), Bürgerinitiative Umweltschutz e.V., Hannover 1987, ISBN 392288315X
  - Let's go west: ein Stadtbahnkonzept (nicht nur) für den Westen Hannovers. Beiträge zur Umweltpolitik und Umweltplanung 11, Bürgerinitiative Umweltschutz, Hannover 1989, ISBN 3922883168
  - Nitz, Martin: Wirtschaftspolitik für eine lebenswerte Zukunft. Beiträge zur Umweltpolitik und Umweltplanung 12, Bürgerinitiative Umweltschutz e.V., Hannover 1979
  - Einkaufen ohne Verpackungsmüll. Beiträge zur Umweltpolitik und Umweltplanung 14, AK Abfall der BiU, Hannover 1993
  - Zingler, Wolfgang (Red.): Müllverbrennungsanlagen ; ein brennendes Thema ; Dokumentation der Tagung 4. Juni 1994 in Hannover. Beiträge zur Umweltpolitik und Umweltplanung 16, BiU, Hannover 1994, ISBN 3-922883-17-6

- Umweltdepesche. Bürgerinitiative Umweltschutz e.V. (BIU Hannover), Hannover 1972-1996 (?), ZDB-ID 1019271-2

- Kurt Sommer: Wärmelast der Weser. Kritische Analyse des Wärmelastplanes Weser der Länderarbeitsgemeinschaft zur Reinhaltung der Weser. Bürgerinitiative Umweltschutz, Hannover 1975

- Martin Nitz u. a.; Arbeitsgruppe Stadtentwicklungsprogramm der Bürgerinitiative Umweltschutz: Stadtentwicklung. Stellungnahme der Bürgerinitiative Umweltschutz zum Stadtentwicklungsprogramm Hannover 1974-1985. Bürgerinitiative Umweltschutz, Hannover 1975

- Strobach, Ralf: Die Agenda 21 und Versuche der Umsetzung in den Kommunen. Bürgerinitiative Umweltschutz e.V., Hannover 1996, ISBN 3-922883-19-2

- Strobach, Ralf; Kretschmer, Marianne; Wildermann, Susanne: Wegweiser erfolgreich abfallarm : Abfallvermeidung und Trennung an Hannovers Schulen. Hannover / Amt für Umweltschutz, Bürgerinitiative Umweltschutz e.V., Hannover 1998

- Masuch, Anna: Atomkraftwerke – unsicher und grundrechtswidrig ; ein Bericht über Kernschmelzgefahr und Grundrechtsbeeinträchtigungen. BIU, Arbeitskreis Atom; Hannover 1998, ISBN 3-922883-21-4

- Rohrpasser, Norman: Kleinod Gartenteich: eine Anleitung zum Eigenbau ; praktische Tipps zur Planung, zum Bau und zur Pflege. BIU, Bürgerinitiative Umweltschutz e.V., Hannover 2001

- Mittendrin statt drunterdurch : oberirdische Stadtbahnstrecke D – Impuls für die City 2020. Bürgerinitiative Umweltschutz e.V., Verkehrsclub Deutschland / Kreisverband Region Hannover, Hannover 2009, ISBN 9783922883265

- Tobias Darge: Alte Meiler bleiben am Netz – die Gefahren des AKW Grohnde. Regionalkonferenz AKW Grohnde (Hrsg.), Bürgerinitiative Umweltschutz (Verleger), Hannover 2011, ISBN 978-3-922883-27-2